# Аржентинска патица
Аржентинската патица (Oxyura vittata) е вид птица от семейство Патицови (Anatidae). Видът е незастрашен от изчезване.

## Разпространение
Разпространен е в Аржентина, Бразилия, Чили, Парагвай и Уругвай.